# Bill d'attainder en droit canadien
Pour un article plus général, voir Bill d'attainder.
Dans les pays de tradition constitutionnelle britannique gouvernés par la souveraineté parlementaire, un bill d'attainder est un acte législatif qui déclare une personne ou un groupe de personnes coupable d'un crime et le punit sans procès. Au Canada, les bills d'attainder sont rarissimes et vraisemblablement désuets dans la pratique législative, mais il existe un précédent dans l'affaire Blanche Garneau (1922).

## Le précédent de l'affaire Blanche Garneau
Dans l'affaire Blanche Garneau de 1922, un éditeur de journal qui a répandu des fausses allégations est emprisonné pendant une période d'un an à la suite du dépôt d'un projet de loi par le gouvernement Taschereau. Le gouvernement invoque la notion de privilège parlementaire pour emprisonner l'éditeur. L'éditeur montréalais John H. Roberts avait calomnié le gouvernement en relayant des rumeurs circulant à Québec à l'effet que des fils de députés auraient assassiné une jeune fille et que le ministre de la Justice aurait tenté de camoufler les circonstances de l'affaire.

## Affaires Clifford Olson et Karla Homolka
Plus tard, des tentatives de députés pour faire adopter des projets de lois semblables contre les tueurs en série Clifford Olson en 1984 et Karla Homolka en 1995 se sont soldées par des échecs, les présidents de la Chambre des communes ayant jugé que de tels projets de loi ne sont pas autorisés par la pratique parlementaire actuelle.

## Insuffisance d'une condamnation morale
Des motions de blâme parlementaires qui contiennent des condamnations morales d'individus (comme dans l'affaire Yves Michaud en l'an 2000) ne sont pas à proprement parler des bills d'attainder car un bill d'attainder implique au préalable le dépôt d'un projet de loi à des fins de condamnation pénale (et non pas seulement morale).

## Affirmations théoriques des tribunaux
Par ailleurs, des tribunaux d'appel ont déjà entretenu la possibilité théorique sérieuse qu'un individu puisse être condamné sans procès dans le cadre du droit actuel. La Cour d'appel du Québec a écrit à ce sujet dans un arrêt important rendu en 2006, concernant le droit à l'époque des Chartes  : 

« Pour préserver la démocratie parlementaire, et donc la libre circulation des idées, le Droit à l’époque des Chartes et de la prédominance des droits individuels permet qu’un individu soit condamné pour ses idées (bonnes ou mauvaises, politiquement correctes ou non, la chose importe peu), et ce, sans appel et qu’il soit ensuite exécuté sur la place publique sans, d’une part, avoir eu la chance de se défendre et, d’autre part, sans même que les raisons de sa condamnation aient préalablement été clairement exposées devant ses juges, les parlementaires. »

En effet, la disposition de dérogation de la Charte canadienne établit théoriquement cette possibilité parce qu'elle permet de suspendre à la fois le droit à la présomption d'innocence, le droit à un procès équitable et le droit à la vie. Cela peut même potentiellement inclure la peine de mort, sous réserve du partage des compétences fédérales et provinciales.
En revanche, sous le régime de souveraineté parlementaire britannique antérieur à la Charte, il a été jugé dans l'arrêt Liyanage que des lois ex poste facto qui empiètent sur le pouvoir judiciaire et qui imposent une condamnation par voie législative sont inconstitutionnelles. Le Comité judiciaire du Conseil privé a rejeté de telles condamnations arbitraires en 1967 dans une affaire où il y eut un coup d'État à Ceylan (ancien nom du Sri Lanka). L'indépendance judiciaire permet donc de tempérer l'idée somme toute assez répandue qu'il est possible de faire absolument n'importe quoi avec la souveraineté parlementaire.
Cependant, dans une décision plus récente, dans l'arrêt Toronto (Cité) c. Ontario (Procureur général) (2021), la Cour suprême refuse que l'indépendance judiciaire puisse servir à invalider des lois parce qu'elle la range parmi les principes simplement interprétatifs de la Constitution.